# Princeton (Colombie-Britannique)
Pour les articles homonymes, voir Princeton.
Princeton est une petite localité de la Colombie-Britannique, située au sud de la vallée de l'Okanagan au confluant des rivières Tulameen et Similkameen.

## Description
Princeton est situé au pied de la chaîne des Cascades. À quelques minutes de la ville, les montagnes montent abruptement et sillonne la vallée du Similkameen. La ville s'est dotée en 2002 d'un observatoire pour admirer la faune.
La ville est également dotée d'un hôpital, d'une école primaire et d'un aérodrome.

## Climat
| Mois                                  | jan.      | fév.       | mars       | avril      | mai       | juin      | jui.      | août      | sep.       | oct.       | nov.       | déc.       | année          |
| ------------------------------------- | --------- | ---------- | ---------- | ---------- | --------- | --------- | --------- | --------- | ---------- | ---------- | ---------- | ---------- | -------------- |
| Température minimale moyenne (°C)     | −8,6      | −7,2       | −3,4       | −0,3       | 3,7       | 7,3       | 9,5       | 9         | 4,7        | 0,3        | −4         | −8,9       | 0,2            |
| Température moyenne (°C)              | −5        | −2,3       | 2,8        | 7,1        | 11,3      | 14,8      | 17,9      | 17,9      | 13,2       | 6,8        | −0,3       | −5,6       | 6,6            |
| Température maximale moyenne (°C)     | −1,4      | 2,6        | 9,1        | 14,4       | 18,8      | 22,3      | 26,3      | 26,7      | 21,7       | 13,2       | 3,5        | −2,4       | 12,9           |
| Record de froid (°C) date du record   | −45 1909  | −41,7 1936 | −33,3 1955 | −13,9 1936 | −8,3 1954 | −3,9 1918 | −0,6 1929 | −4,4 1910 | −10,6 1926 | −23,1 1984 | −34,5 1985 | −42,8 1968 | −45 11/1/1909  |
| Record de chaleur (°C) date du record | 13,3 1983 | 18,3 1901  | 23,5 1994  | 31,7 1926  | 36,3 1983 | 44,2 2021 | 41,7 1941 | 38,7 1998 | 38,8 1988  | 30,2 1980  | 21,1 1975  | 15,4 2021  | 44,2 29/6/2021 |
| Ensoleillement (h)                    | 59        | 99,8       | 159,9      | 199,6      | 247,3     | 255,5     | 300,2     | 285,3     | 219,3      | 146,9      | 66,6       | 48,2       | 2 087,5        |
| Précipitations (mm)                   | 39,7      | 20,5       | 16,5       | 18,4       | 29,6      | 37,6      | 29,6      | 24,3      | 23,8       | 26,1       | 44,5       | 36,4       | 346,9          |
| dont neige (cm)                       | 33,9      | 16,2       | 10,2       | 1,9        | 0,7       | 0         | 0         | 0         | 0,1        | 3          | 21,6       | 37,7       | 125,1          |
| Nombre de jours avec précipitations   | 13,5      | 9,2        | 9,2        | 9,5        | 11,3      | 11        | 8,2       | 7,1       | 7,8        | 10,8       | 13,4       | 12,6       | 123,5          |
| Humidité relative (%)                 | 80,7      | 69,1       | 50,3       | 40,4       | 39,8      | 40,1      | 35,8      | 34,1      | 37,6       | 50,6       | 73,1       | 81,7       | 52,8           |
| Nombre de jours avec neige            | 11,6      | 6,9        | 4,7        | 1,6        | 0,4       | 0         | 0         | 0         | 0          | 1,3        | 7,2        | 11,4       | 45,1           |

| Diagramme climatique                                  |             |             |              |             |             |             |           |             |             |           |              |
| J                                                     | F           | M           | A            | M           | J           | J           | A         | S           | O           | N         | D            |
| −1,4−8,639,7                                          | 2,6−7,220,5 | 9,1−3,416,5 | 14,4−0,318,4 | 18,83,729,6 | 22,37,337,6 | 26,39,529,6 | 26,7924,3 | 21,74,723,8 | 13,20,326,1 | 3,5−444,5 | −2,4−8,936,4 |
| Moyennes : • Temp. maxi et mini °C • Précipitation mm |             |             |              |             |             |             |           |             |             |           |              |

## Démographie

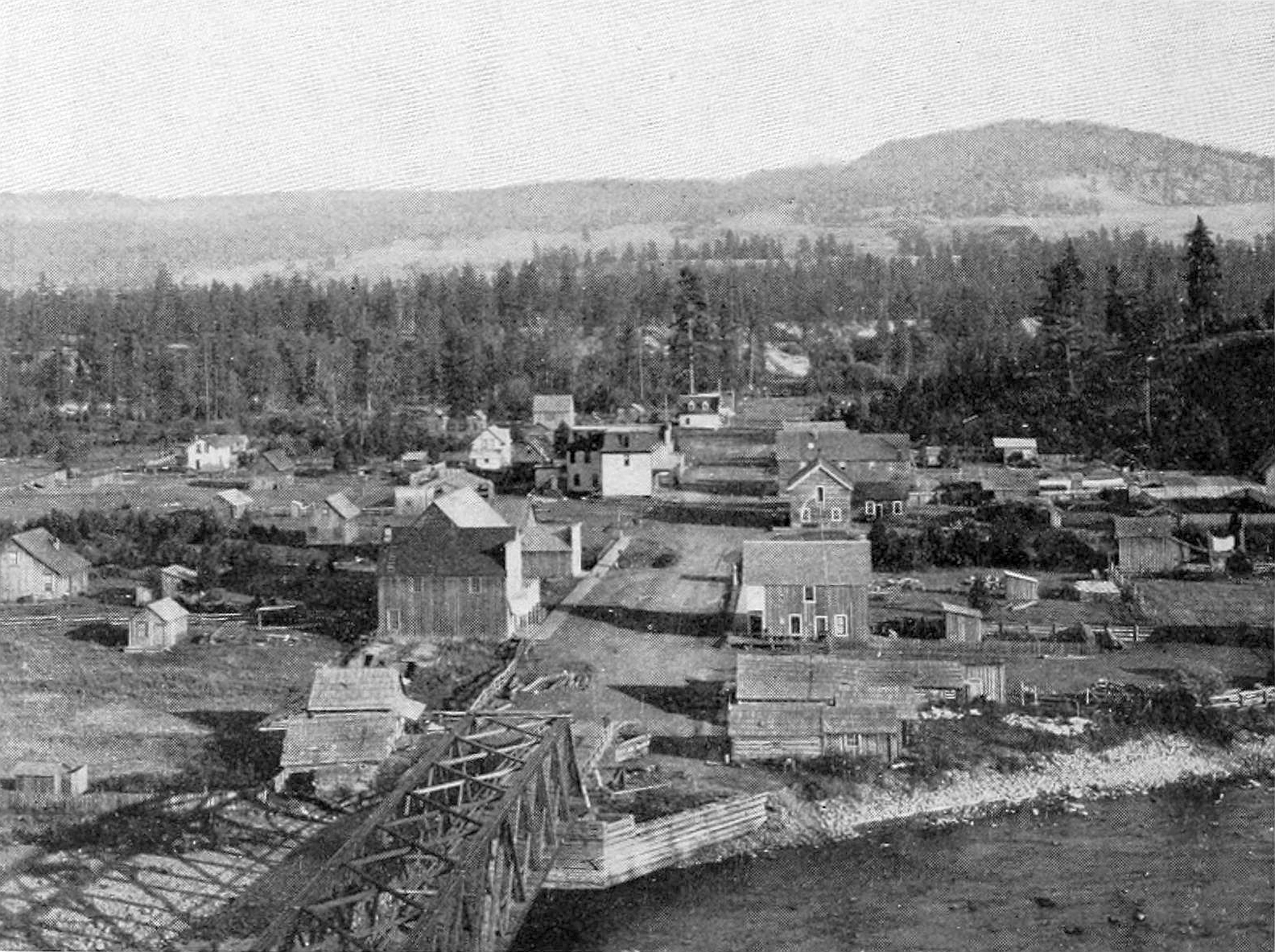
Princeton en 1911.

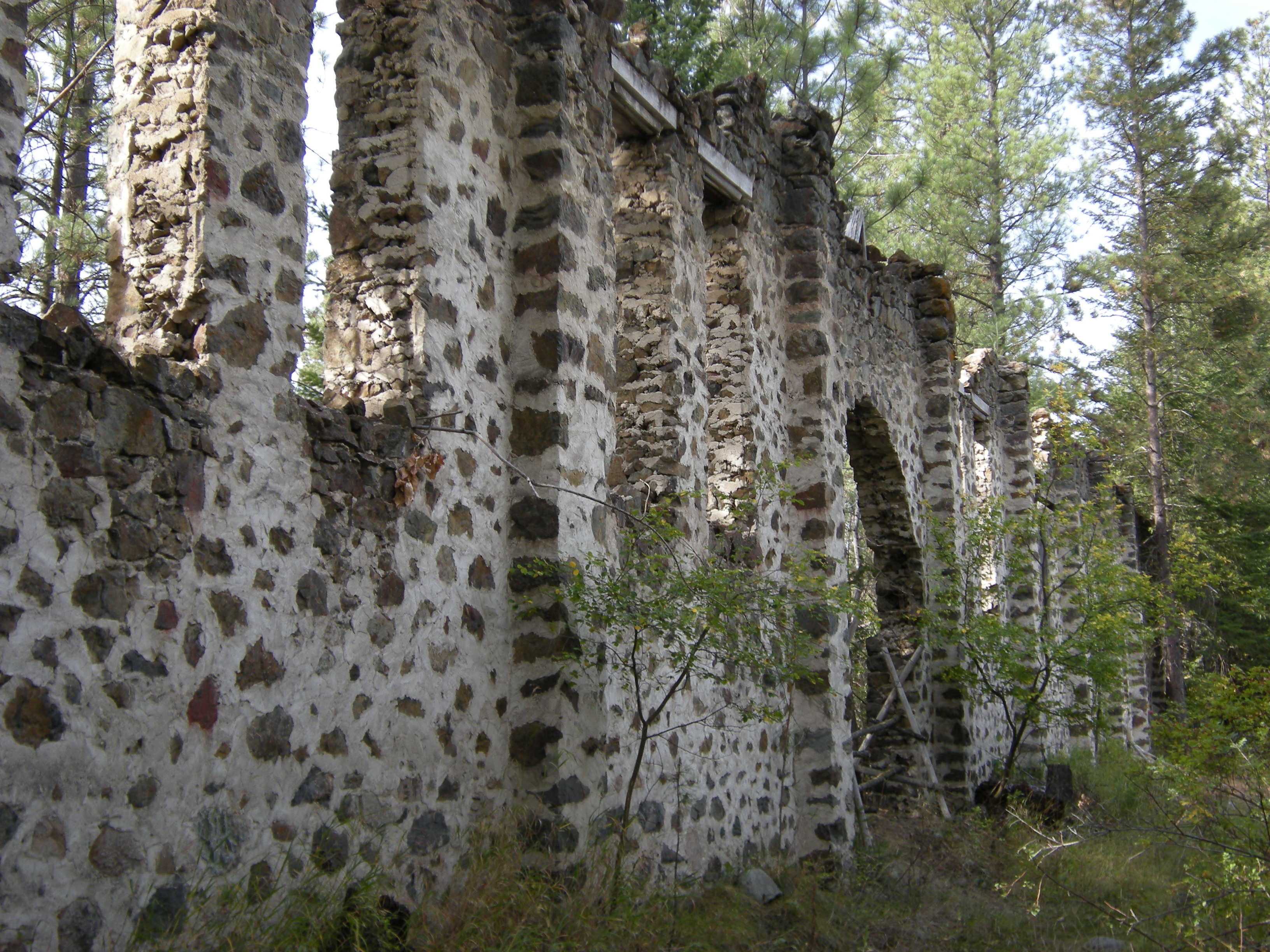
Princeton Castle.

| 2001  | 2006  | 2011  | 2016  |
| ----- | ----- | ----- | ----- |
| 2 610 | 2 677 | 2 724 | 2 828 |

## Autre
En 2020, la ville détenait le triste record de décès par overdose au Canada, malgré ses 2800 habitants alors, dans le cadre de la crise des opioïdes en Amérique du Nord.